# ترئوورگات
ترئوورگات (به فرانسوی: Tréouergat) یک کمون در فرانسه است که در Canton of Ploudalmézeau واقع شده‌است.

## خصوصیات
ترئوورگات ۶٫۱۰ کیلومترمربع مساحت و ۲۵۰ نفر جمعیت دارد.